# Gaspare Mutolo
Gaspare Mutolo (* 5. Februar 1940 in Palermo) ist ein ehemaliger sizilianischer Mafioso und Drogenhändler. 1992 wurde er zum „Pentito“ und Kronzeugen.

## Leben

### Frühe Jahre
Gaspare Mutolo wuchs in Pallavacino und Partanna Mondello in Palermo auf. Er arbeitete als Mechaniker und beging Autodiebstähle. Zu dieser Zeit hatte er bereits Verbindungen zur Cosa Nostra, denn in seiner Familie gab es bereits sog. "Ehrenmänner".
1965 wurde er zum ersten Mal verhaftet; im Palermoer Ucciardone-Gefängnis teilte er eine Zelle mit Salvatore Riina, einem bedeutenden Mafioso aus Corleone. Mutolo begriff, dass Riina eine wichtige Machtposition innehatte, und versuchte, die Sympathie Riinas zu gewinnen, beispielsweise indem er ihn beim Kartenspiel gewinnen ließ. Dies war erfolgreich und Mutolo durfte Riina bei dessen täglichem Spaziergang im Gefängnishof begleiten, was Mutolo als große Ehre empfand. Riina begann Mutolo auszufragen über dessen kriminelle Aktivitäten; anschließend empfahl er Mutolo das Buch "I Beati Paoli", welches auf das Selbstverständnis der ‚Ehrenmänner‘ großen Einfluss hatte. Als Mutolo in ein Gefängnis im Landesinneren Siziliens verlegt wurde, gab ihm Riina einen Zettel für den Direktor mit; hierdurch wurde Mutolo in der Folge zu jeder Zeit exzellent behandelt und erhielt Sonderrechte im Gefängnis.

### Cosa Nostra
1973 wurde der inzwischen freigelassene Mutolo als vollwertiges Mitglied in die Cosa Nostra aufgenommen. Er trat der Familie von Partanna-Mondello bei, die von Rosario Riccobono geleitet wurde. Riccobono war einer der führenden Bosse Palermos und Mitglied der Mafia-Kommission. In Neapel und Palermo arbeitete er eine Zeitlang als Fahrer von Riina, dessen Vertrauen er seit dem gemeinsamen Gefängnisaufenthalt genoss. Innerhalb seiner Familie avancierte Mutolo zur rechten Hand von Riccobono.
1976 wurde Mutolo erneut verhaftet. Er teilte diesmal zeitweise eine Zelle mit dem alten Boss der Corleonesi, Luciano Liggio, der sich seit 1974 in Haft befand und seither von Riina und Bernardo Provenzano vertreten wurde. Außerdem saß er gemeinsam mit dem ‚Ehrenmann‘ Pietro Vernengo in einer Zelle; beide knüpften dabei enge Kontakte mit dem türkischen Drogenhändler Yasar Avni Mussullulu sowie Koh Bak Kin, einem chinesischen Drogenhändler, der in Singapur und Bangkok seine Stützpunkte hatte. Nach ihrer Freilassung arbeiteten beide dann Anfang der achtziger Jahre eng mit der Cosa Nostra im Heroinhandel zusammen.
Dank seiner engen Beziehungen zu den Corleonesi überlebte Mutolo den Zweiten Mafiakrieg von 1981 bis 1983, in dem die Corleoneser die absolute Herrschaft über die Mafia von Sizilien errangen und alle ihre Gegner ausschalteten. Mutolos Boss Riccobono und viele seiner Anhänger wurden dagegen im Auftrag Riinas ermordet, obwohl sich Riccobono gleich zu Beginn des Krieges auf die Seite der Corleoneser geschlagen und seine früheren Verbündeten verraten hatte. Riccobono selbst wurde angeblich im Anschluss an ein Gelage in der Villa von Bernardo Brusca kurz vor Weihnachten 1982 von Totò Riina selbst erwürgt. Gleichzeitig wurden am selben Abend einige von Riccobonos engsten Vertrauten ermordet.
Als Mutolo wieder auf freien Fuß kam, stieg er erneut in großem Ausmaß in den Heroinhandel ein und organisierte den Transport von Heroin in die USA. Die im Gefängnis geknüpften Kontakte kamen ihm nun zugute. Das Heroin stammte hauptsächlich aus dem Goldenen Dreieck. 1981 organisierte er den Transport von 400 Kilogramm Heroin nach Venezuela und in die USA. In den USA wurde die Hälfte der Lieferung von der New Yorker Gambino-Familie entgegengenommen, die andere Hälfte ging an die sizilianische Cuntrera-Caruana-Familie, die ihre Stützpunkte hauptsächlich in Venezuela, aber auch in Kanada unterhielt.

### Pentito
Durch die Ermittlungen des Untersuchungsrichters Giovanni Falcone gegen den sizilianischen Teil der Pizza Connection geriet auch Mutolo ins Blickfeld der Ermittler. Sein Telefon wurde nun ständig abgehört; dadurch erfuhren die Behörden auch von der engen Zusammenarbeit Riccobonos und Mutolos mit der Mafia von Catania und deren Boss Nitto Santapaola. 1982 wurde Mutolo, kurz bevor er eine weitere große Drogenlieferung organisieren konnte, verhaftet. Im sogenannten Mammutprozess von 1986 bis 1987 wurde er zu 16 Jahren Haft verurteilt. Ab Ende 1991 begann er laut eigener Aussage darüber nachzudenken, mit dem Staat zu kooperieren und ein Pentito (it: Reuiger) zu werden. Im Frühjahr 1992 kontaktierte er die Behörden und ließ seine Aussagewilligkeit erkennen; er bestand darauf, entweder von Giovanni Falcone oder Paolo Borsellino verhört zu werden, die er selbst aus eigener Erfahrung als unbestechliche Vertreter des Gesetzes kennengelernt hatte. Da Falcone aber zu dieser Zeit nicht mehr Richter, sondern im Justizministerium tätig war, wurde er ab dem Mai 1992 von Untersuchungsrichter Borsellino vernommen.
Borsellino wurde jedoch – wie kurz zuvor Giovanni Falcone am 23. Mai – am 19. Juli 1992 gemeinsam mit fünf seiner sechs Leibwächter durch die Detonation einer Autobombe ermordet. Mutolo ließ sich davon aber nicht einschüchtern, sondern sagte jetzt noch vorbehaltloser aus. Durch seine Aussagen und die von Giuseppe Marchese konnten im Mai 1993 56 Verdächtige verhaftet werden. Zudem sagte er auch in den USA im Prozess gegen Mitglieder der New Yorker Gambino-Familie aus und verriet dabei auch Details über die enge Zusammenarbeit der amerikanischen La Cosa Nostra mit der sizilianischen Cosa Nostra. Mutolo war der wohl wichtigste Pentito, seit Francesco Marino Mannoia sich im Jahre 1989 Giovanni Falcone offenbart hatte.
Mutolo belastete in seinen Aussagen viele Politiker und Vertreter des Staates schwer: Der Geheimdienstler und Vizechef des SISDE, Bruno Contrada, wurde aufgrund seiner Aussagen verhaftet; Mutolo klagte ihn an, während seiner Zeit in Palermo bevorstehende Razzien an die Cosa Nostra verraten zu haben, wodurch sich Salvatore Riina mindestens einmal einer Verhaftung entziehen konnte. Den ehemaligen 7-fachen Premierminister Giulio Andreotti, die ehemaligen Bürgermeister von Palermo Salvatore Lima und Vito Ciancimino sowie die Gebrüder Ignazio und Nino Salvo beschuldigte er ebenfalls, über Jahrzehnte hinweg eng mit der Mafia zusammengearbeitet zu haben. Auch die inzwischen ermordeten Bankiers Michele Sindona (der „Retter der Lira“ laut Giulio Andreotti) und Roberto Calvi belastete er der Zusammenarbeit mit der Mafia und der Geldwäsche. Zudem sagte er aus, der 1970 ermordete Journalist Mauro De Mauro sei im Auftrag des Anführers der „mafia perdente“ (der im Zweiten Mafiakrieg unterlegenen Minderheitenfraktion innerhalb der Cosa Nostra), Stefano Bontade, entführt und später ermordet worden, weil er brisante Fakten (wahrscheinlich über die Verstrickung der Cosa Nostra in der italienischen Politik und Geheimdienstsphäre) recherchiert hatte.
Den Richter Corrado Carnevale nannte er die beste Versicherung der Cosa Nostra gegen Verurteilungen; Carnevale war als „Urteilskiller“ bekannt, da er mehrfach Urteile gegen Schwerverbrecher wegen kleinster Formfehler aufgehoben hatte. Auch klagte er Domenico Signorino an, Kontakte zu „gewissen Kreisen, die ich gut kenne“ zu haben. Signorino war im Mammutprozess einer der Anklagevertreter gewesen und hatte u. a. 20-mal lebenslänglich gefordert, was Mutolos Anschuldigung als zweifelhaft erscheinen ließ. Signorino beging kurz darauf Selbstmord; dies führte zu einer kontrovers geführten medialen Debatte über die öffentliche Enthüllung von Aussagen der Pentiti und den möglichen unabsehbaren Folgen. Nach der Verhaftung Riinas im Januar 1993 gab Mutolo erneute Aussagen zu Protokoll; er warnte die Behörden vor kommenden schweren Anschlägen der Corleoneser auf dem italienischen Festland. Diese Anschläge ereigneten sich in der Tat kurz darauf in Florenz, Rom und Mailand und forderten Dutzende von Toten und Verletzten. Mutolo selbst gestand, für die Cosa Nostra über 20 Morde begangen zu haben.

### Gegenwart
Gaspare Mutolo lebt gegenwärtig mit seiner Familie unter dem Schutz des italienischen Zeugenschutzprogramms an einem unbekannten Ort. Nach der Verhaftung vom „Boss der Bosse“ Bernardo Provenzano im Jahr 2006 äußerte sich Mutolo so: „Wenn der Papst stirbt, kann man immer einen neuen wählen und auf diese Weise bleibt die Kirche stabil.“